# Réallon (Fluss)
Der Réallon ist ein Fluss in Frankreich, der im Département Hautes-Alpes in der Region Provence-Alpes-Côte d’Azur verläuft. Er entspringt, unter dem Namen Torrent de Chargès, beim Gebirgszug Montagne de Chargès im Nationalpark Écrins, im nordöstlichen Gemeindegebiet von Réallon. Der Fluss entwässert zunächst in einem Bogen von Nordwest nach Südost, schwenkt dann auf Süd und mündet nach rund 20 Kilometern im Gemeindegebiet von Savines-le-Lac als rechter Nebenfluss in die Durance, die hier zum Lac de Serre-Ponçon aufgestaut ist.

## Orte am Fluss
(Reihenfolge in Fließrichtung)
- Chargès, Gemeinde Réallon
- Les Gourniers, Gemeinde Réallon
- Réallon
- Le Villard, Gemeinde Puy-Saint-Eusèbe
- La Centrale, Gemeinde Savines-le-Lac